# Средний Колышлей
Средний Колышлей — село в Аткарском районе Саратовской области России. Входит в состав Барановского муниципального образования.

## История
В «Списке населённых мест Саратовской губернии по данным 1859 года» населённый пункт упомянут как казённая деревня Средний Колышлей Аткарского уезда (1-го стана) при реке Большой Колышлей, расположенная в 7 верстах от уездного города Аткарска. В деревне имелось 29 дворов и проживало 365 жителей (174 мужчины и 191 женщина).
Согласно «Списку населённых мест Аткарского уезда» издания 1914 года (по сведениям за 1911 год) в деревне Средний Колышлей, относившейся к Аткарской волости, имелось 118 хозяйств и проживало 669 человек (332 мужчины и 337 женщин). В национальном составе населения преобладали великороссы. В деревне функционировала школа грамоты.

## География
Село находится на востоке центральной части района, в пределах Приволжской возвышенности, на левом берегу реки Большой Колышлей, на расстоянии примерно 5 километров (по прямой) к востоку от города Аткарск. Абсолютная высота — 159 метров над уровнем моря.

Часовой пояс
Село Средний Колышлей, как и вся Саратовская область, находится в часовой зоне МСК+1. Смещение применяемого времени относительно UTC составляет +4:00.

## Население
| 2002 | 2010 |
| ---- | ---- |
| 183  | ↘139 |

Гендерный состав
По данным Всероссийской переписи населения 2010 года в гендерной структуре населения мужчины составляли 39,6 %, женщины — соответственно 60,4 %.
Национальный состав
Согласно результатам переписи 2002 года, в национальной структуре населения русские составляли 75 %.

## Улицы
Уличная сеть села состоит из одной улицы (ул. Заречная).